# Sceptrothelys intermedia
Sceptrothelys intermedia är en stekelart som beskrevs av Graham 1969. Sceptrothelys intermedia ingår i släktet Sceptrothelys och familjen puppglanssteklar. Arten är reproducerande i Sverige. Inga underarter finns listade i Catalogue of Life.